# Tony Rolt
Tony Rolt, britanski dirkač Formule 1, * 16. oktober 1918, Bordon, Hampshire, Anglija, Združeno kraljestvo, † 6. februar 2008.
Tony Rolt je pokojni britanski dirkač Formule 1. Debitiral je v sezoni 1950 na domači in sploh prvi dirki v zgodovini Formule 1 za Veliko nagrado Velike Britanije, kjer je odstopil. Odstopil je tudi na Veliki nagradi Velike Britanije v sezoni 1953 in na Veliki nagradi Velike Britanije v sezoni 1955. Za tem ni več dirkal v Formuli 1, je pa leta 1953 zmagal na dirki 24 ur Le Mansa skupaj z Duncnom Hamiltonom.

## Popolni rezultati Formule 1
(legenda) (odebeljene dirke pomenijo najboljši štartni položaj, poševne pa najhitrejši krog, †-uvrščen kljub odstopu)
| Leto | Moštvo                 | Šasija           | Motor                | 1      | 2   | 3   | 4   | 5   | 6      | 7   | 8   | 9   | Prv | Toč |
| ---- | ---------------------- | ---------------- | -------------------- | ------ | --- | --- | --- | --- | ------ | --- | --- | --- | --- | --- |
| 1950 | Peter Walker           | ERA E-Type       | ERA Straight-6       | VB Ret | MON | 500 | ŠVI | BEL | FRA    | ITA |     |     | -   | 0   |
| 1953 | RRC Walker Racing Team | Connaught A Type | Connaught Straight-4 | ARG    | 500 | NIZ | BEL | FRA | VB Ret | NEM | ŠVI | ITA | -   | 0   |
| 1955 | RRC Walker Racing Team | Connaught B Type | Connaught Straight-4 | ARG    | MON | 500 | BEL | NIZ | VB Ret | ITA |     |     | -   | 0   |